# Erik Jylling
Erik Jylling (født 14. december 1961) er en dansk læge, der har været formand for Akademikernes Centralorganisation.
Fra 1997 til 2003 var han formand for Yngre Læger. Da han blev valgt til formand for AC, blev han overlæge på Odense Universitetshospital. Han har desuden været vicedirektør på Gentofte Hospital.